# 그 후
《그 후》(일본어: それから 소레카라[*])는 나쓰메 소세키의 소설이다. 1909년 6월 27일부터 10월 4일까지, 도쿄 아사히신문(東京朝日新聞)과 오사카 아사히신문(大阪朝日新聞)에 연재하였고, 다음 해 1월에 순요도서점(春陽堂書店)에서 간행했다. 《산시로》(1908년),《그 후》(1909년), 《문》(1910년)을 나쓰메 소세키의 전기 3부작이라고 부른다.
외형은 삼각관계를 빌리고 있으나, 20세기초 서구문명을 무조건적으로 수용하는 세태를 비판하고 있는 작품이다.

## 출판물 정보
- 한국어판 《그 후》민음사 세계문학전집 87, 윤상인 옮김, 민음사, 2003년 9월, ISBN 978-89-374-6087-6